# Gezien de feiten
 Gezien de feiten  is het boekenweekgeschenk van 2018, geschreven door Griet Op de Beeck. Het kwam uit op 10 maart 2018, op de eerste dag van de Boekenweek, die in 2018 het onbehandelde thema “Natuur” had.

## Hoofdpersonen
- Olivia, 71 jaar, was lerares maar moest van haar man stoppen en huisvrouw worden.
- Roos, Dochter van Olivia en Ludo, die onlangs overleden is, 44 jaar, getrouwd met Sander.
- Daniel, inheemse ontwikkelingswerker van 65 jaar in een niet nader bestemd Afrikaans land.

## Het verhaal
Na 49 jaar huwelijk sterft Ludo. Dochter Roos heeft het er moeilijker mee dan haar moeder, die zich bevrijd voelt. Ze meldt zich aan voor ontwikkelingswerk en vertrekt als lerares voor een aantal maanden via een NGO naar een onbestemd Afrikaans land. Daar ontmoet ze Daniel en de vonk slaat over.
Na terugkeer in België komt Daniel drie maanden op bezoek. Dochter Roos geeft als commentaar: “De ideale prooi, een verse weduwe uit het Westen”.
Na zijn vertrek weet Olivia het zeker. Ze wil verder met Daniel. Probleem is dat de overheid voor negen landen inreismaatregelen afkondigt, waaronder het land van Daniel. Olivia besluit haar onroerend goed in haar thuisland te verkopen en vertrekt via de NGO naar een onbekende bestemming. Ook de auteur geeft op de laatste pagina geen uitsluitsel over de onzekere afloop.

## Zuid-Nederlandse Taal
In een voorwoord legt de Vlaamse auteur uit hoe de vervoeging van de in het boekenweekgeschenk gebruikte werkwoorden verloopt, als “ge” het onderwerp is. Dit persoonlijk voornaamwoord is boven de rivieren geheel in onbruik geraakt. Spellingsvormen als “gij hadt” en “gij vondt” zijn aan Noorderlingen onbekend.

## Vertaald in het Fries
Voor het eerst werd het boekenweekgeschenk ook vertaald in het Fries.
De vertaling werd  gedaan door Jetske Bilker, heeft  de titel "Sa't it lân derhinne leit" en wordt uitgegeven in het kader van Leeuwarden Culturele Hoofdstad van Europa 2018.